# Ливан на зимних Олимпийских играх 1972
Ливан принимал участие в Зимних Олимпийских играх 1972 года в Саппоро (Япония) в седьмой раз за свою историю, но не завоевал ни одной медали. Представлявший страну Гассан Кейруз принял участие в соревнованиях по горнолыжному спорту.